# Barrage de Gölbaşı
Le barrage de Gölbaşı est un barrage turc sur l'Aksu Deresi dans le district de Kestel de la province de Bursa, mis en service en 1938. Le barrage se déverse dans un canal de drainage (en turc : Kurutma Kanalı) qui rejoint la rivière Nilüfer Çayı au nord de Bursa.

## Sources
- (en) www.dsi.gov.tr/tricold/golbasi.htm Site de l'agence gouvernementale turque des travaux hydrauliques